# Hangu
Hangu è un comune della Romania di 4 073 abitanti, ubicato nel distretto di Neamț, nella regione storica della Moldavia. 
Il comune è formato dall'unione di 5 villaggi: Buhalnița, Chirițeni, Grozăvești, Hangu, Ruginești.